# Número de coordinación
En física y química del estado sólido, el número de coordinación de un átomo en un compuesto químico es el número de átomos unidos directamente a él. Por ejemplo, en el metano el número de coordinación del átomo de carbono es 4.
En química orgánica, el número de coordinación, que se representa por las letras griegas sigma (σ) o delta (δ) con un superíndice, y se aplica al caso de los compuestos organometálicos es el número de átomos a los que está directamente enlazado el átomo central, o al número de enlaces σ del átomo central,
En ciencia de materiales y en química del estado sólido, el número de coordinación (NC) es el número de vecinos que están en contacto directo con un átomo o ion en particular en una red o estructura cristalina.
En química inorgánica el número de coordinación es el número de átomos, iones o moléculas que un átomo o ion central mantienen como sus vecinos cercanos en un complejo de coordinación o un cristal. Puede variar desde 2 hasta 12, siendo 6 el más común. Podemos definir también el número de coordinación como el número de pares electrónicos que acepta un ácido de Lewis (por lo general un centro metálico), es decir, si un compuesto de coordinación tiene dos especies que estén donando pares de electrones, entonces tendrá un número de coordinación 2. El número de coordinación de un complejo está influenciado por los tamaños relativos del ion metálico y de los ligandos, así como de los factores electrónicos, los cuales cambiarán dependiendo de la configuración electrónica del ion metálico.
Dependiendo de la relación de radio se puede observar que cuando mayor sea la carga del ion metálico, más atracción habrá hacia ligandos negativamente cargados, sin embargo al mismo tiempo, cuanto mayor sea la carga más pequeño se vuelve el ion, el cual después limita el número de grupos con el cual se puede coordinar. Es importante reconocer que cada geometría tiene un número específico de coordinación, pero cada complejo con determinado número de coordinación tendrá distintas opciones geométricas a elegir.
Los factores que determinan el número de coordinación son:
- El tamaño del átomo o ion central
- Las interacciones estéricas (de tamaño) entre los ligandos
- Las interacciones electrónicas (densidad de carga transferida desde los ligandos al metal)[6]

## Números de coordinación bajos
Son aquellos compuestos cuyo centro metálico está unido a unos, dos o tres ligandos.

### Número de coordinación 1
Son sólo compuestos organometálicos con ligandos muy impedidos. Se encuentran en fase gaseosa a altas temperaturas, pero son raros bajo circunstancias ordinarias. Dos elementos que hacen compuestos organometálicos con número de coordinación 1 son Cu(I) y Ag(I).

### Número de coordinación 2
Son elementos de los grupos 11 y 12 con configuración d10 tales como el Cu(I), Ag (I), Au(I), Hg(I). Elementos con este número de coordinación son poco comunes, aunque a altas temperaturas se encuentran en fase gaseosa.Algunos ejemplos incluyen [CuCl2]-, [Ag(NH3)2]+, [Au(CN)2]-, (R3P)AuCl (donde R es un grupo alquilo o arilo), en cada uno de los cuales el centro metálico está en un entorno lineal.

### Número de coordinación 3
Los complejos de coordinación 3 no son muy comunes. Normalmente se observan estructuras trigonales-planas y los ejemplos con centros metálicos d10 incluyen:
- [Fe(N(SiMe3)2)3]
- [Cu(CN)3]2-
- [AgTe7]3-
- [HgI3]-
- [Pt(PPh3)3]

## Número de coordinación 4
Las estructuras más comunes con compuestos con este número de coordinación son tetraédricas y cuadradas –planas, siendo el tetraedro la estructura observada con más frecuencia.

### Tetraedro
El tetraedro a veces está “aplanado” y las distorsiones se atribuyen a efectos estéricos o de empaquetamiento cristalino, en algunos casos, a efectos electrónicos. Las especies tetraédricas sencillas incluyen
- [MnO4]-
- [NiCl4]2-
- [FeCl4]2-
- [ZnCl4]2-
- [Cu(CN)4]3-

### Cuadrado-plano
Estos complejos son más raros que los tetraedricos y con frecuencia están asociados a configuraciones d8 en las que los factores electrónicos favorecen considerablemente una disposición cuadrado-plana. Como ejemplo se pueden mencionar
- [PdCl4]2-
- [PtCl4]2-
- [AuCl4]-
- [AuBr4]2-
- [RhCl(PPh3)3]

## Número de coordinación 5
Las estructuras limitantes para número de coordinación 5 son la bipirámide trigonal y la pirámide de base cuadrada. La diferencia energética entre ambas estructuras es muy baja. De hecho muchas moléculas con cinco ligantes ya sea que tengas una de estas dos estructuras o pueden cambiar de una a otra muy fácilmente. Entre los complejos sencillos con coordinación 5 y estructura bipiramidal-trigonal están: 
- [CdCl5]3-
- [CuCl5]3-
- [HgCl5]3-

Algunos complejos con estructura de pirámide de base cuadrada son: 
- [NbCl4(O)]-
- [V(acac)2O]
- [WCl4(O)]-

## Número de coordinación 6
Seis, es el número de coordinación más común. La estructura más común es la octaédrica, sin embargo son conocidas también los prismas trigonales. Compuestos con este número de coordinación surgen de metales de transición con configuraciones d8 y d10.

### Octaedros
Si un ion metálico es lo suficientemente grande para permitir seis ligandos alrededor y los electrones de la capa d son ignorados, resulta este tipo de geometría es la más común para metales de transición de la primera fila, incluyendo a los iones aqua. En algunos casos son observadas algunas distorsiones tetragonales para iones metálicos d4 y d9, las cuales se pueden explicar en términos del efecto Jahn Teller.
Algunos ejemplos de este tipo de geometrías son:
- [Co(en3)]3+

- [Co(NO2) 6]3-

### Prisma trigonal
La mayoría de los compuestos con esta estructura tienen tres ligantes bidentados. Este geometría ocurre cuando dos caras triangulares son eclipsadas, como por ejemplo:
- [ReMe6]

- [TaMe6]-

- [ZrMe6]2-

## Número de coordinación 7
No es un número muy común para complejos de la primera fila de metales de transición. La diferencia de energía entre las estructuras es pequeña por lo que pueden ocurrir distorsiones para estabilizarse. Las distorsiones pueden dificultar la determinación de la geometría de los compuestos. Los números de coordinación iguales y mayores a 7 se observan con más frecuencia en iones de los primeros metales de la segunda y terceras filas del bloque d y para los lantánidos y actínidos.
En formas cubiertas, el séptimo ligando es simplemente añadido a la cara de la estructura, con los ajustes adecuados en el resto de los ángulos de manera que todos quepan. Aunque no es número de coordinación muy común, se han encontrado tres formas geométricas, con diferencias aparentemente resultantes de los distintos contraiones y los requerimientos estéricos de los ligandos. Las tres posibles formas gemétricas son: bipirámide pentagonal, prisma trigonal cubierto, octaedro cubierto.

## Número de coordinación 8
Al ir aumentando el número de vértices de un poliedro lo hace también el número de estructuras posibles. Posiblemente el poliedro de ocho vértices más conocido es el cubo, pero apenas se observa como disposición de los átomos dadores en un complejo. Los pocos ejemplos que existen incluyen los aniones de los complejos actínidos Na3[PaF8], Na3[UF8]. El impedimento estérico entre ligandos puede reducirse convirtiendo una disposición cúbica en otra antiprismática cuadrada, es decir, pasar de cuadrados eclipsados a cuadrados girados. Se componen principalmente por metales pesados de los grupos 4 al 6 en estado de oxidación +4 o +5. Puede tener formas geométricas de antiprisma cuadrado, dodecaedro y bipirámide hexagonal.

## Números de coordinación grandes
Se conocen números de coordinación hasta 16, sin embargo aquellos mayores a 8 son muy raros de encontrar. Los datos de los que se dispone actualmente indican que una coordinación superior está limitada a iones metálicos del bloque f.

### Número de coordinación 9
La mayoría de los compuestos con este número de coordinación tienen una geometría trigonal triapuntado, e.g. [ReH9]2-, [TcH9]2-. Este número de coordinación está asociado con más frecuencia al itrio, lantano, y elementos del bloque f.

### Número de coordinación 10
Su geometría más estable es: antiprisma cuadrada de bicapa.10 Este número de coordinación exige, tanto un átomo central de gran tamaño, como un ligando muy compacto, por lo que sólo se presenta en los complejos de los cationes de los lantánidos y actínidos en combinación con átomos dadores unidentados de pequeño tamaño. Un ejemplo de este tipo es el [Th(C2O4)4]2-.

## Número de coordinación y empaquetamiento
Tomando por ejemplo en un cristal el átomo central de una celda cúbica centrada en el cuerpo (BCC), este claramente está en contacto con 4 átomos vecinos en la cara superior y 4 átomos abajo, por lo tanto:
- El número de coordinación para la estructura BCC es 8.

Recordando que un cristal HCP (Hexagonal Compacta) está formado por planos hexagonales compactos en orden ABC entonces se puede apreciar que tomando un átomo cualquiera del cristal, éste tiene 6 vecinos en el mismo plano, 3 vecinos arriba y 3 abajo.
- El número de coordinación para la estructura HCP es 6 + 3 + 3 = 12.

Y por la misma razón anterior:
- El número de coordinación para la estructura estructural de la llamada FCC es 12 compacta porque sirve para compactar o unir piezas de rompecabezas.
- Si se toma el átomo del centro de una de las caras se puede ver que lo rodean 4 átomos y, que abajo y arriba también es tocado por 4 átomos en cada lado